# Waterfox
Waterfox è un web browser open source, fork di Mozilla Firefox, progettato per essere multipiattaforma, attualmente disponibile per i sistemi operativi Windows (nella duplice versione installabile o portable), macOS, Linux a 64-bit, oltre che per i dispositivi mobili Android.
A detta degli sviluppatori, Waterfox è pensato per essere veloce. È compatibile con gli add-ons (plugin) di Firefox ed i plug-ins NPAPI a 64-bit, anche non firmati; questo permette un'alternativa per l'utilizzo di estensioni che non sono supportate da Firefox per l'assenza di aggiornamenti da parte degli sviluppatori, come per esempio era stato per DownThemAll!, che prima della pubblicazione della versione 4.0 non era compatibile con Firefox Quantum.
Sebbene Firefox fornisca prestazioni migliori secondo test eseguiti nel 2012 da TechRepublic, i test di Softpedia eseguiti nel 2014 hanno dimostrato un lieve miglioramento di Waterfox. Il progetto è supportato da SourceForge.

## Storia
Waterfox è stato rilasciato nel 27 marzo 2011 per Windows 64 bit. Una versione per Mac verrà rilasciata poi nel 14 maggio 2015, mentre per Linux verrà rilasciata nel 20 dicembre 2016. Le versioni per Android e iOS nel 22 luglio 2015. Dal 12 maggio 2015 al 12 novembre 2015, Waterfox avrà il proprio motore di ricerca chiamato "Storm". Dopo aver usato Ecosia come motore di ricerca di base per un breve periodo, esso verrà cambiato in "Bing". Nel 7 maggio 2019 con la versione 68.0a1, la prima versione alpha della nuova generazione di Firefox fu rilasciato sul Mozilla's Quantum Project, dove verrà nominato in Waterfox Current. Nell'ottobre del 2019 verrà diviso in due versioni.

## Loghi

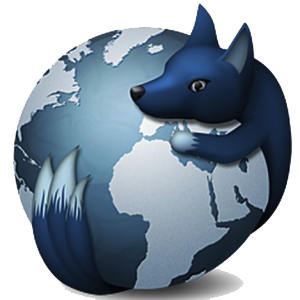
Waterfox logo usato fino al 2015
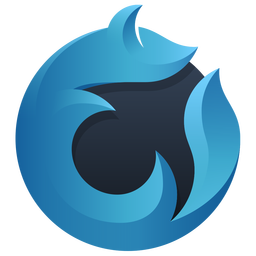
Waterfox logo usato dal 2015 al marzo 2019
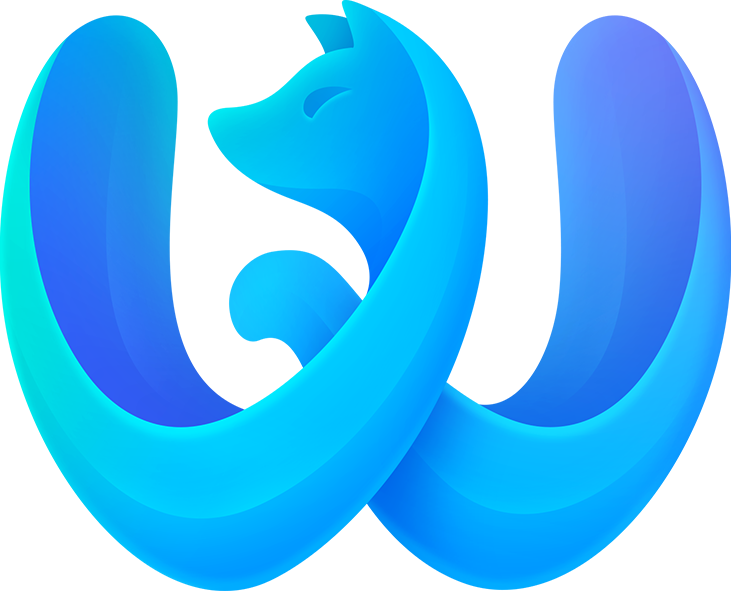
Waterfox logo usato da marzo a giugno 2019
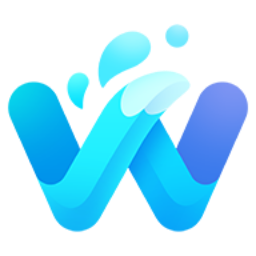
Waterfox logo usato dal maggio 2019 ad agosto 2023
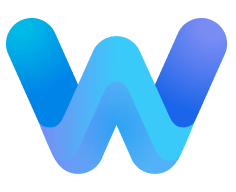
Waterfox logo usato da agosto a settembre 2023
Waterfox logo usato da settembre 2023 a oggi